# Спитак (станция)
Спита́к — железнодорожная станция ЮКЖД. Расположена в одноимённом городе Республики Армения

## История
Станция открыта в 1892 году вместе с линией Тбилиси — Гюмри. В связи со Спитакским землетрясением 1988 года станция была разрушена и фактически функционировала как остановочный пункт. В 2009—2010 годах проведена модернизация тяговой подстанции, разрушенной землетрясением, и она вновь функционирует.

## Деятельность
Пассажирские перевозки:
| № поезда | Маршрут       | Периодичность курсирования | Время |
| -------- | ------------- | -------------------------- | ----- |
| 6540     | Гюмри — Айрум | Ежедневно                  | 7:38  |
| 6541     | Айрум — Гюмри | Ежедневно                  | 20:16 |

По станции также доступны все мелкие грузовые операции (приём-выдача повагонных грузовых отправок).
Через станцию проходит поезд № 371/372 Тбилиси — Ереван, не останавливающийся на этой станции.